# Sundathelphusa cagayana
Sundathelphusa cagayana is een krabbensoort uit de familie van de Gecarcinucidae. De wetenschappelijke naam van de soort is voor het eerst geldig gepubliceerd in 2010 door Mendoza & Naruse.